# St. Nikolaus (Oberndorf am Lech)

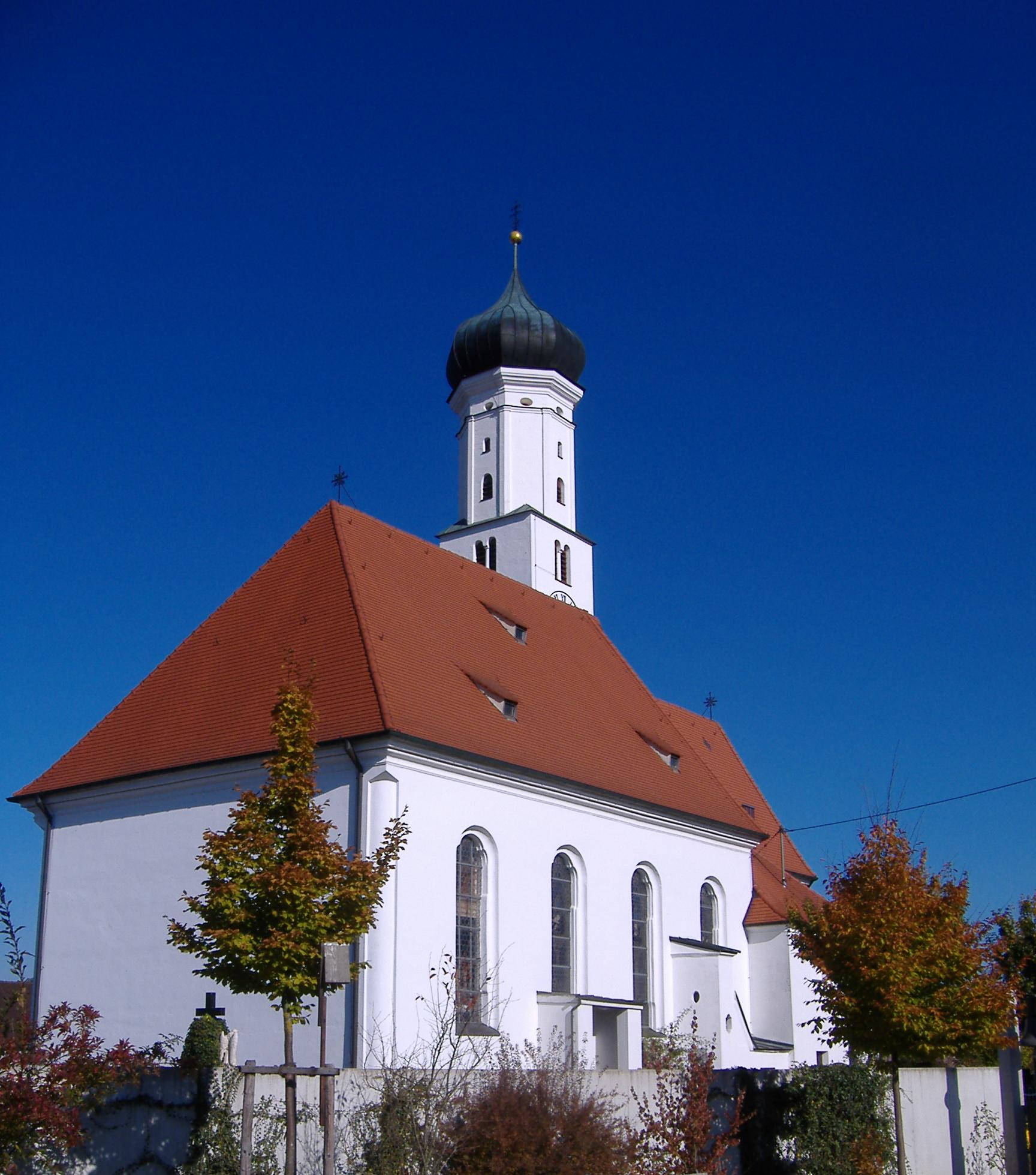
Pfarrkirche St. Nikolaus in Oberndorf am Lech

Die katholische Pfarrkirche St. Nikolaus in Oberndorf am Lech, einer Gemeinde im Landkreis Donau-Ries im bayerischen Regierungsbezirk Schwaben, wurde Ende des 18. Jahrhunderts im Stil des späten Rokoko errichtet. Von der Vorgängerkirche des 16. Jahrhunderts blieben der Chor und der Turmunterbau erhalten.

## Geschichte

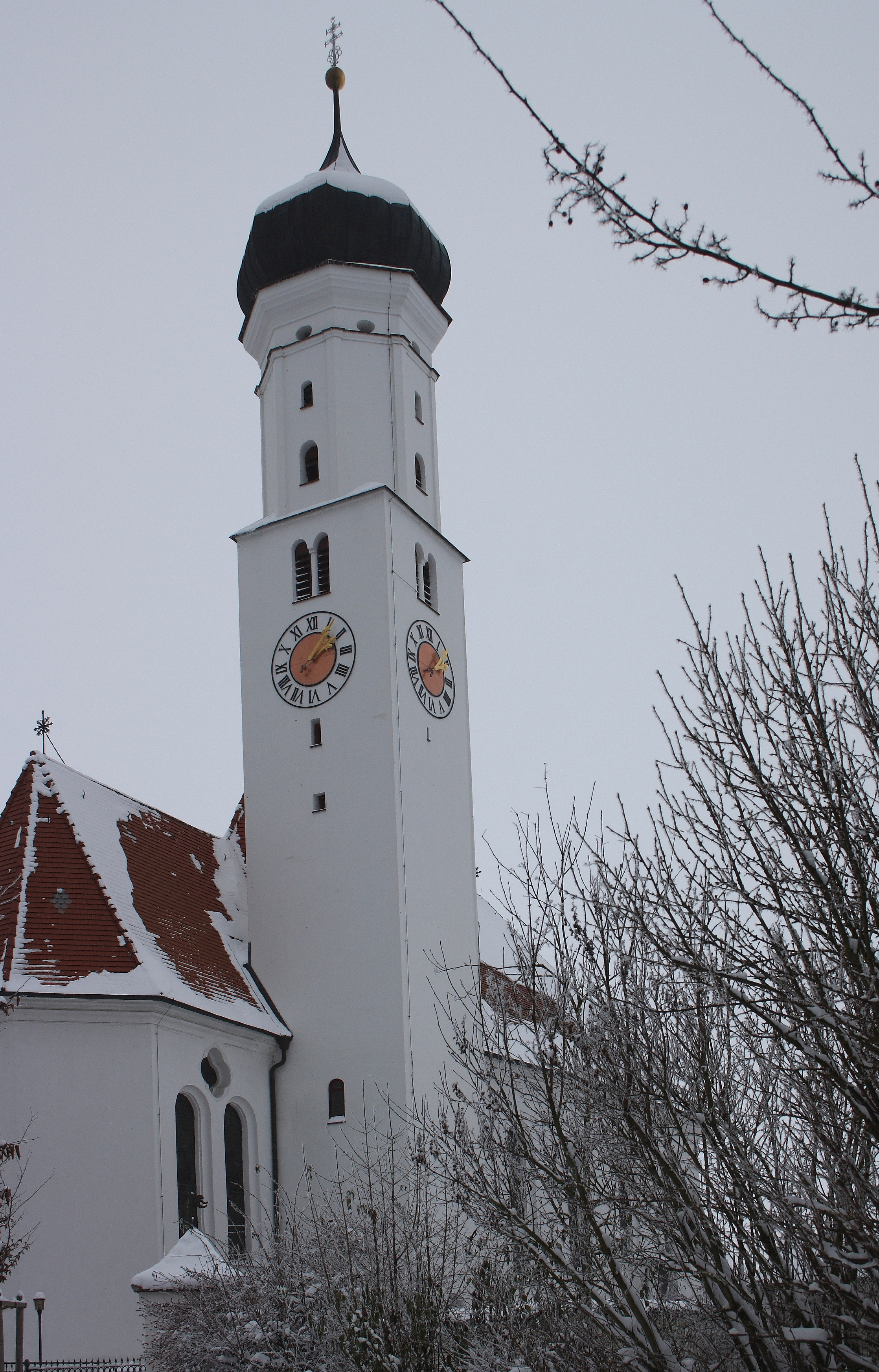
Pfarrkirche St. Nikolaus in Oberndorf am Lech

Bereits um 1180 bestand die Pfarrei Oberndorf. Bis ins 16. Jahrhundert hatte das Ortsadelsgeschlecht der Herren von Oberndorf die Grundherrschaft inne. Im Jahr 1533 verkaufte deren letzter Abkömmling das Schloss und sämtliche Besitzungen an Anton Fugger (1493–1560), dessen Nachkommen noch heute das Patronatsrecht besitzen. Unter Markus Fugger (1529–1597), dem Sohn von Anton Fugger, wurde eine neue Kirche mit drei Altären errichtet, die Maria, dem heiligen Nikolaus und dem heiligen Georg geweiht waren. Diese Kirche, die während des Dreißigjährigen Krieges weitgehend zerstört worden war, wurde erst gegen Ende des 17. Jahrhunderts wieder instand gesetzt. 1772/74 wurde nach den Plänen von Joseph Dossenberger ein neues Langhaus errichtet, das etwas höher und um ein Joch länger war als der Vorgängerbau. 1781 erfolgte die Weihe der neuen Kirche. Die Zwiebelhaube wurde 1837 aufgesetzt. 1980 fand eine Innenrenovierung statt.

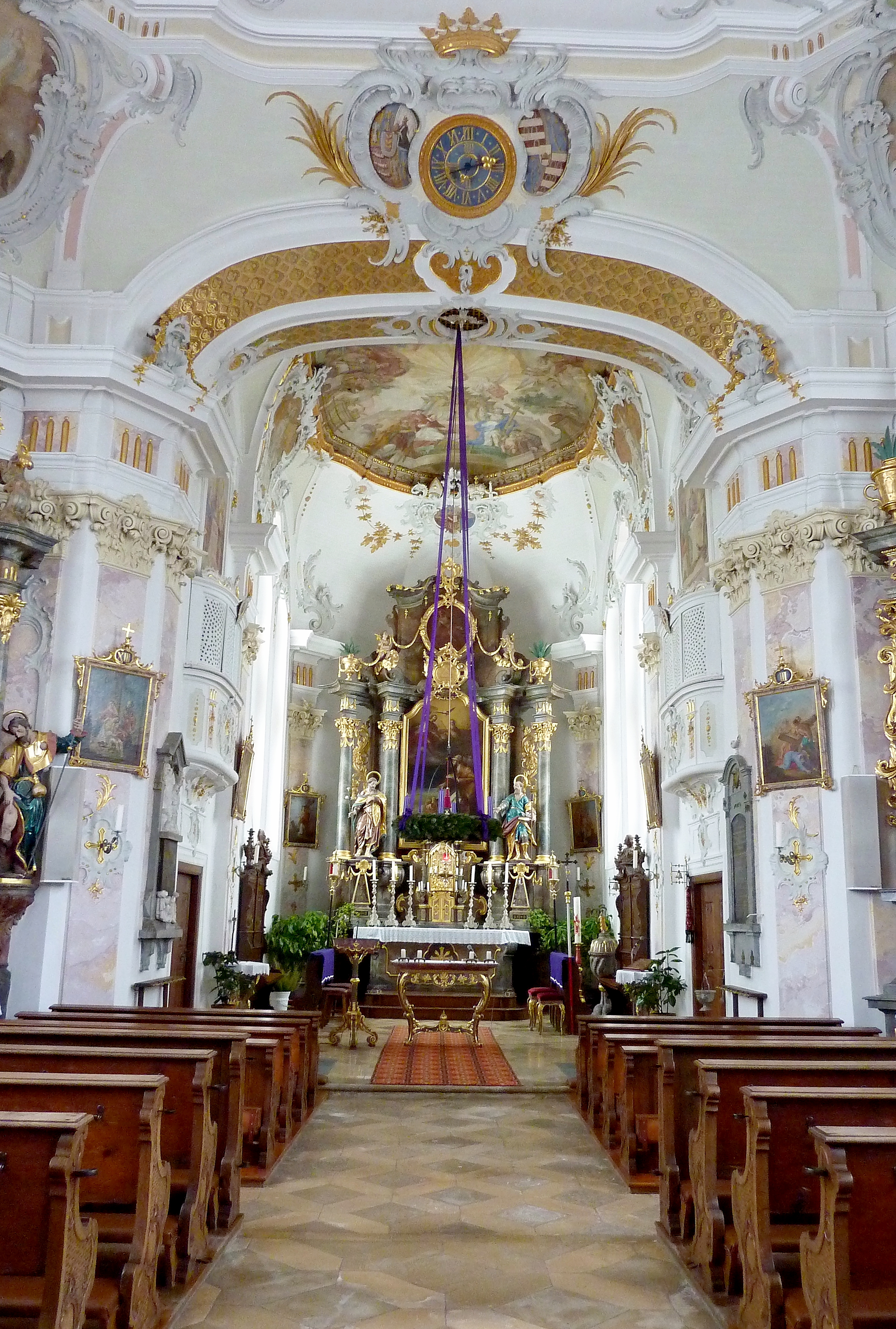
Innenraum mit Blick zum Chor

## Architektur
Im nördlichen Chorwinkel erhebt sich der 38 Meter hohe Zwiebelturm, dessen schlichter, quadratischer Unterbau im obersten Geschoss von Zwillingsarkaden durchbrochen ist, unter denen große Zifferblätter angebracht sind. Der oktogonale Aufbau ist durch Ecklisenen verstärkt und mit kleineren Rundbogenöffnungen versehen. Unter der Turmkuppel verläuft ein breites profiliertes Gesims. Das Attikageschoss besitzt querovale Öffnungen.
Das Langhaus ist einschiffig, in vier Achsen gegliedert und wird von einer Flachdecke über einer hohen Kehle gedeckt. Die Ecken des Langhauses sind zum Chor hin abgeschrägt, dahinter schließen sich auf beiden Seiten Oratorien an. Ein ebenfalls abgeschrägter, stark abgeflachter Chorbogen öffnet sich zum eingezogenen, dreiseitig geschlossenen Chor. Die Wände von Chor und Langhaus gliedern Pilaster mit Volutenkapitellen und ein weit vorstehendes kräftiges Gesims, das nur von den großen Rundbogenfenstern durchbrochen wird. Letztere werden im Chor durch vierpassförmige Oberfenster ergänzt.
Im Westen schließt das Langhaus mit einer Doppelempore. Die Bilder der Emporenbrüstung stammen aus dem 20. Jahrhundert und stellen biblische Szenen dar.

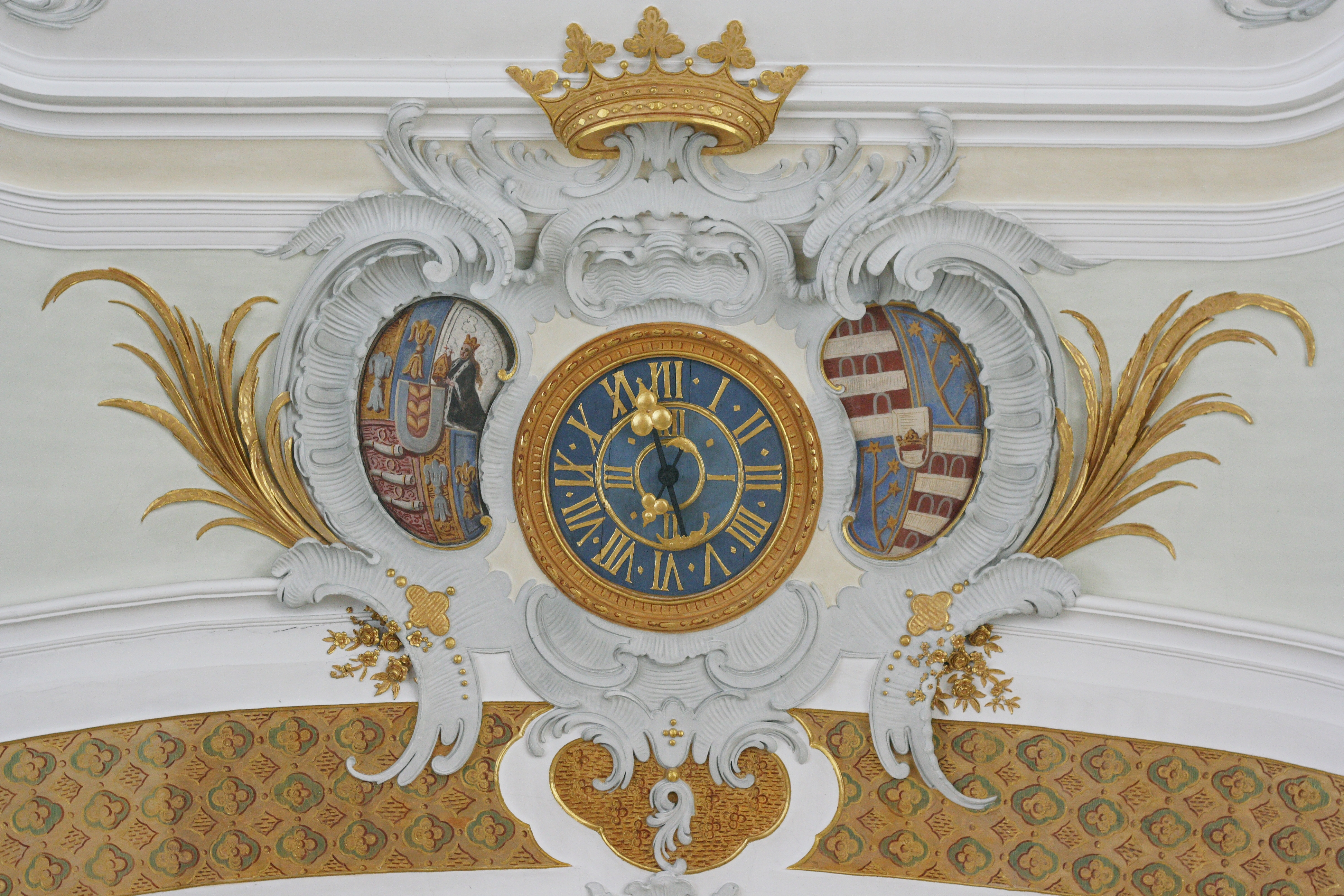
Stuckkartusche mit Wappen

## Stuck
Der Stuckdekor aus reichem Muschelwerk entspricht dem Stil des späten Rokoko der Wessobrunner Schule. Der Name des Stuckateurs ist nicht bekannt, vielleicht wurde er vom Baumeister der Kirche Joseph Dossenberger selbst ausgeführt. Über dem Chorbogen befindet sich in einer Stuckkartusche das Allianzwappen Fugger-Glött/Firmian, das an Sebastian Graf Fugger-Glött († 1763) und seine Gemahlin Elisabeth Gabriele (1722–1782) erinnert.

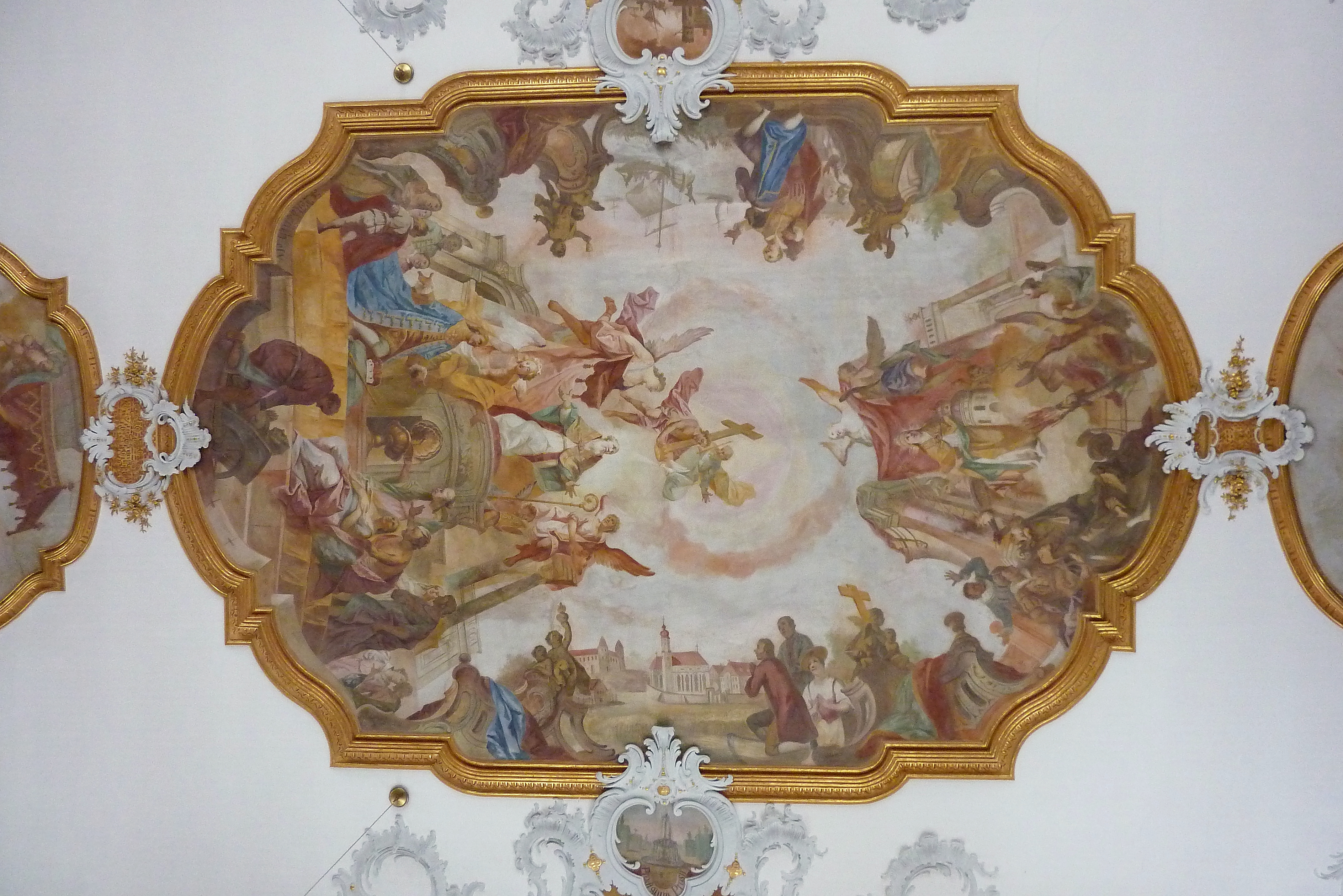
Langhausfresko mit Darstellung des heiligen Nikolaus

## Fresken
Die Deckenfresken wurden um 1776 von Joseph Leitkrath (1738–1811) ausgeführt. Das Chorfresko ist der anlässlich des Kirchenneubaus gegründeten Bruderschaft vom hochwürdigsten Gut gewidmet und stellt die Verehrung des Altarsakramentes dar. Das große Langhausfresko stellt den heiligen Nikolaus als Helfer der Notleidenden, der Kranken und Sterbenden dar, als Bischof und Schutzpatron der Seefahrer und der Pfarrkirche, die in einer seitlichen Szene neben dem Schloss Oberndorf abgebildet ist. Die seitlichen Kartuschen enthalten 
emblematische Darstellungen, Allegorien der Kardinaltugenden, die vier Evangelisten und Episoden aus der Legende des heiligen Nikolaus wie die Errettung der in einem Salzfass eingepökelten Scholaren. Die Wandbilder über den beiden Oratorien stellen links Jesus und die Samariterin am Brunnen und rechts die Emmausjünger dar.

## Bleiglasfenster

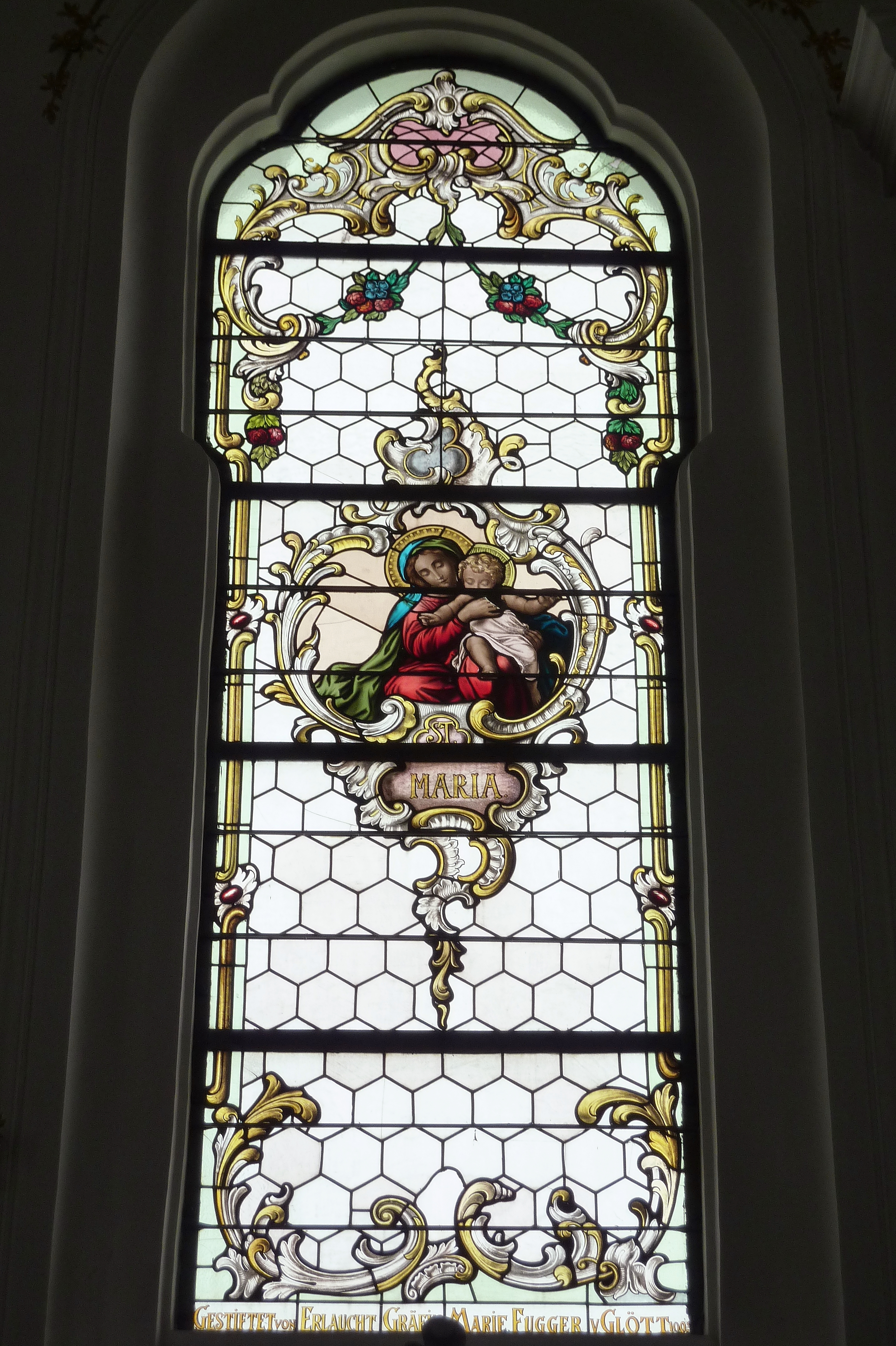
Maria
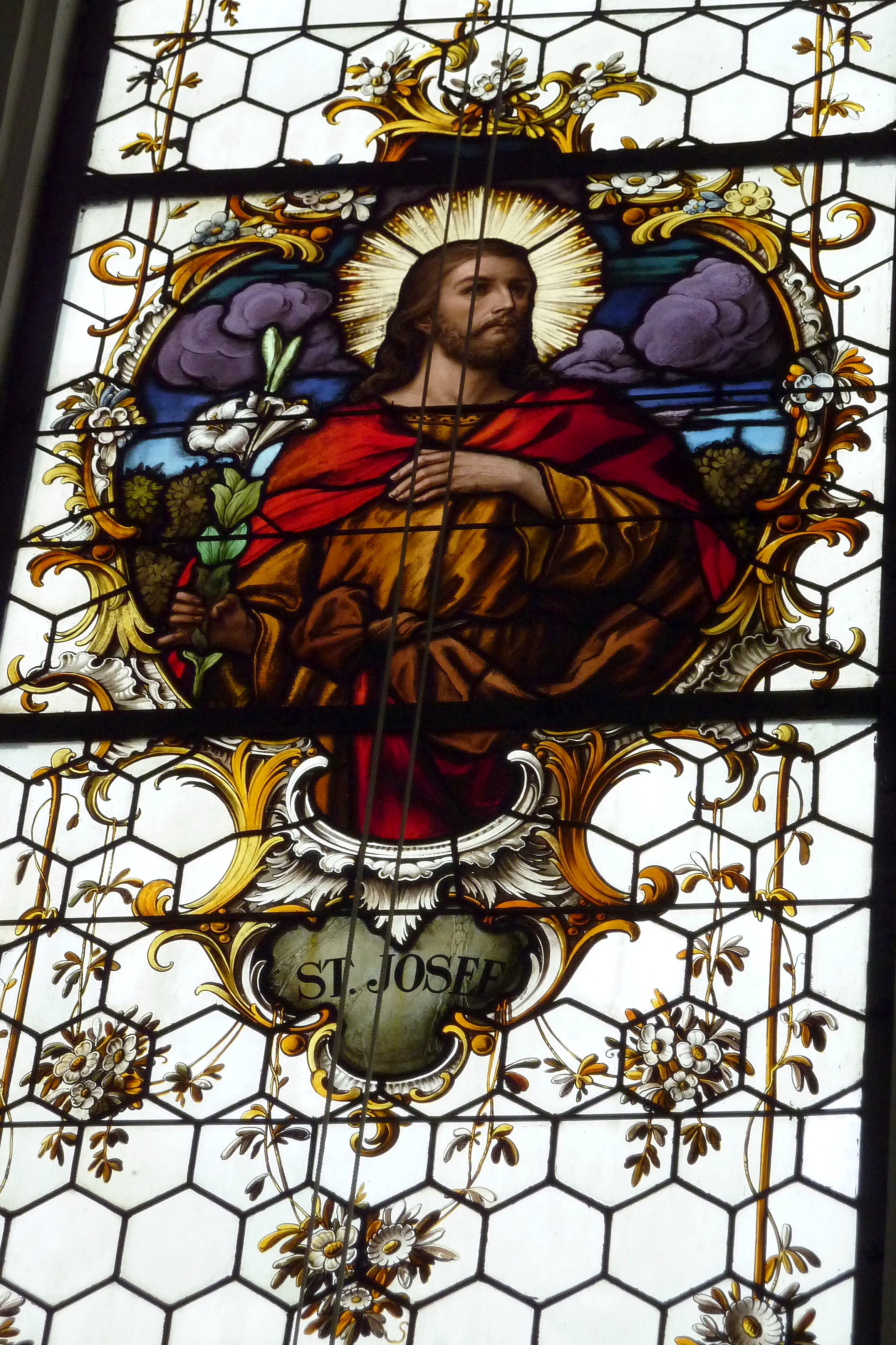
Heiliger Josef
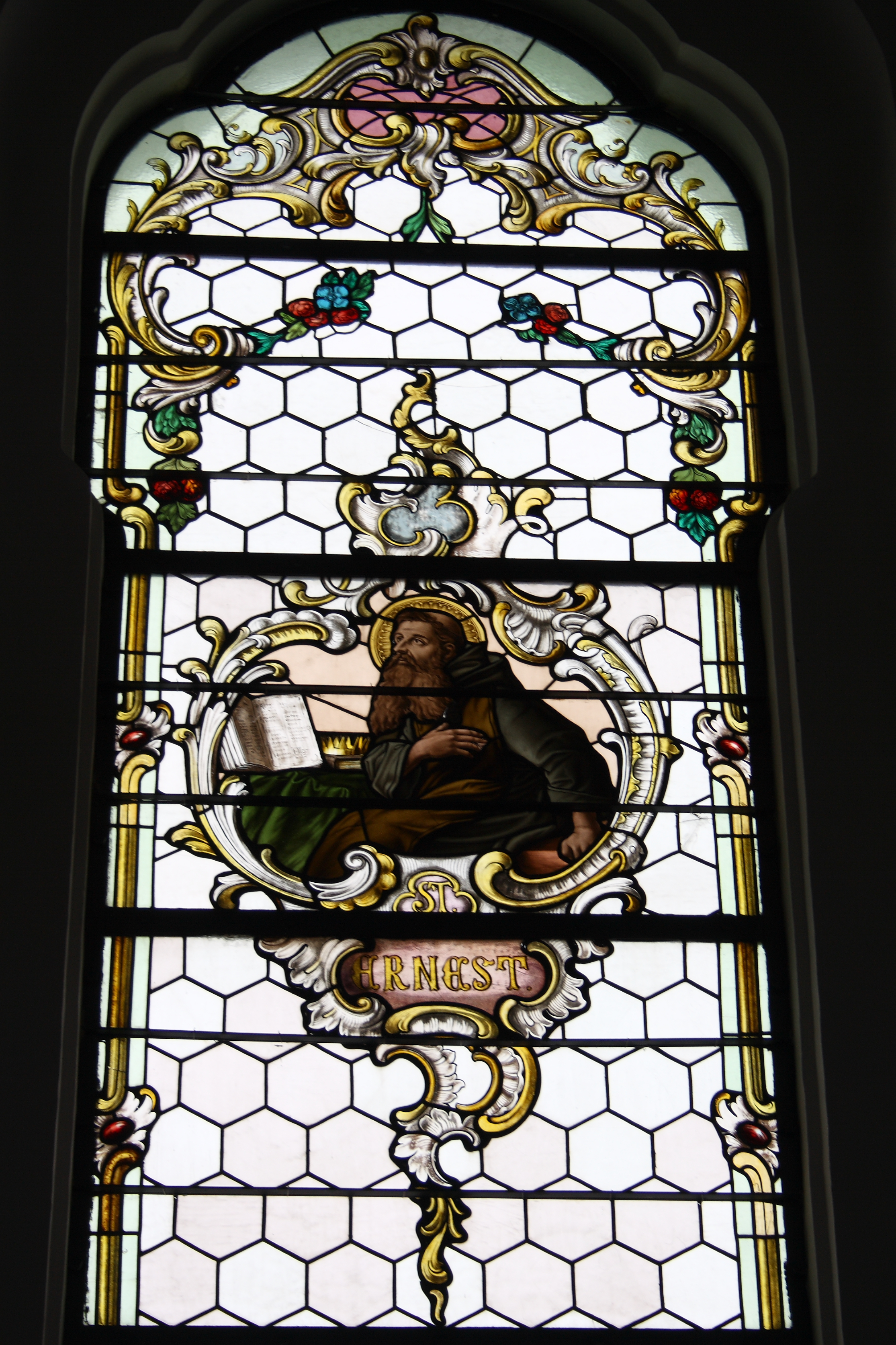
Heiliger Ernst
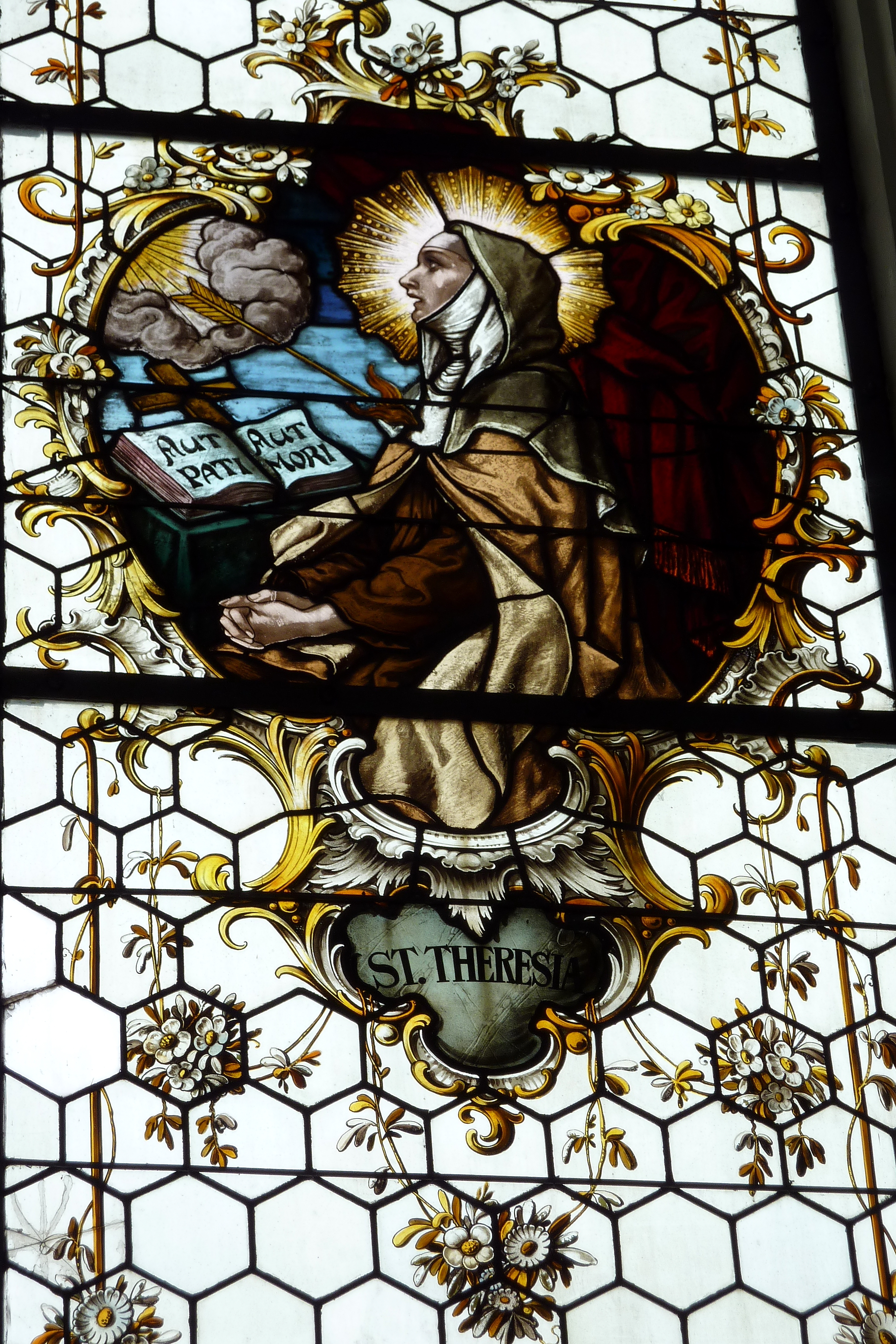
Teresa von Ávila

Die Bleiglasfenster wurden um 1900 eingebaut und von der Familie Fugger gestiftet. Sie wurden von der Münchner Glasmalerei Joseph Peter Bockhorni (1903) und der Königlich Bayerischen Hofglasmalerei Franz Xaver Zettler (1902) entworfen und ausgeführt. Von der Glasmalerei Franz Xaver Zettler stammen die Fenster mit den Darstellungen des heiligen Fidelis von Sigmaringen, der heiligen Teresa von Ávila, des heiligen Joseph und des Aloisius von Gonzaga. Die Fenster der Glasmalerei Bockhorni stellen Maria mit dem Jesuskind, den heiligen Karl Borromäus, die heilige Franziska, die heilige Elisabeth von Thüringen und den heiligen Ernst dar.

## Ausstattung
- Die Kanzel wurde um 1776 im Stil des späten Rokoko geschaffen. Den Schalldeckel bekrönt ein Posaunenengel. Die weiblichen Figuren am Kanzelkorpus verkörpern die christlichen Tugenden Glaube (mit Kelch und Kreuz), Liebe (mit einem Herz) und Hoffnung (mit einem Anker).

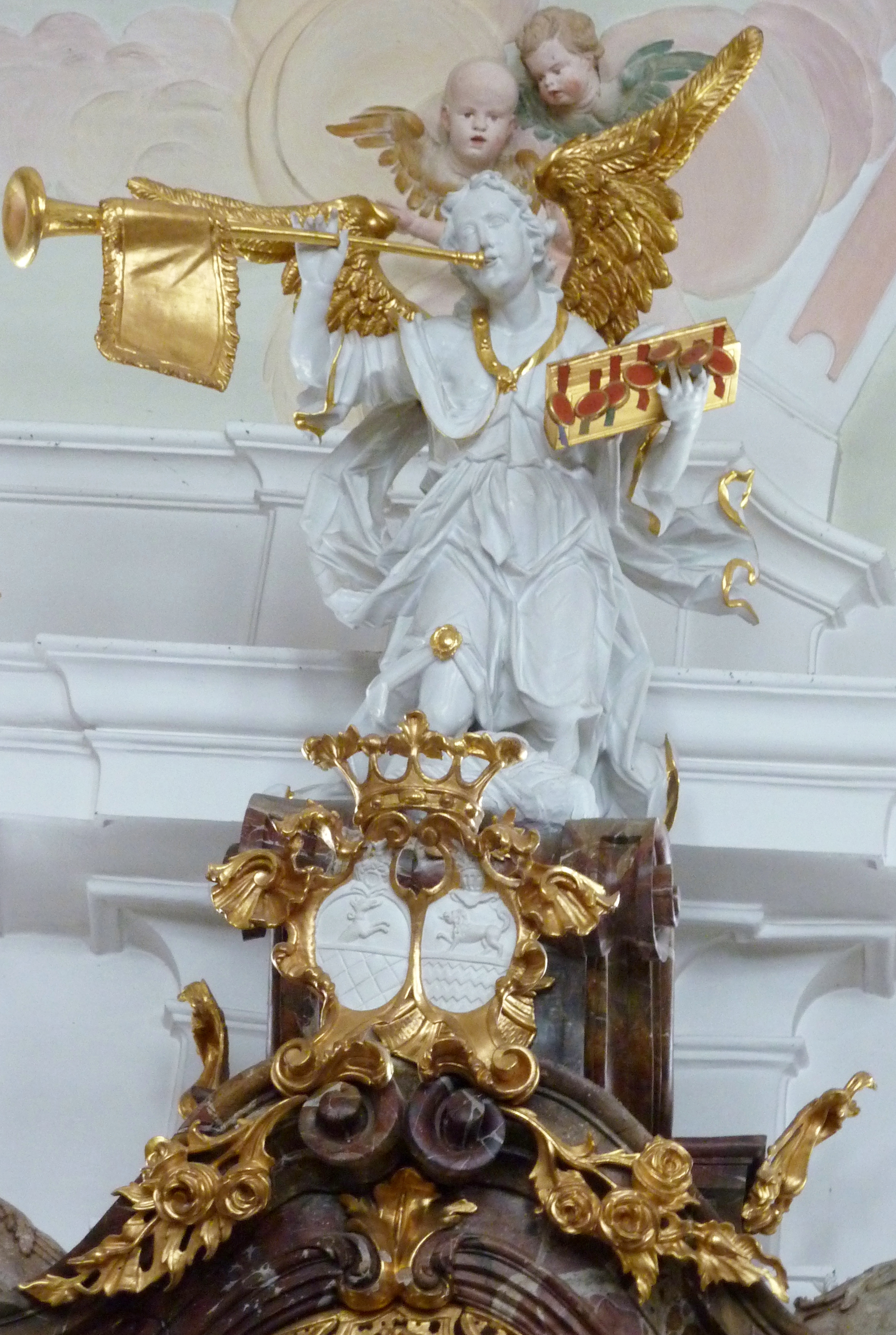
Posaunenengel auf dem Schalldeckel
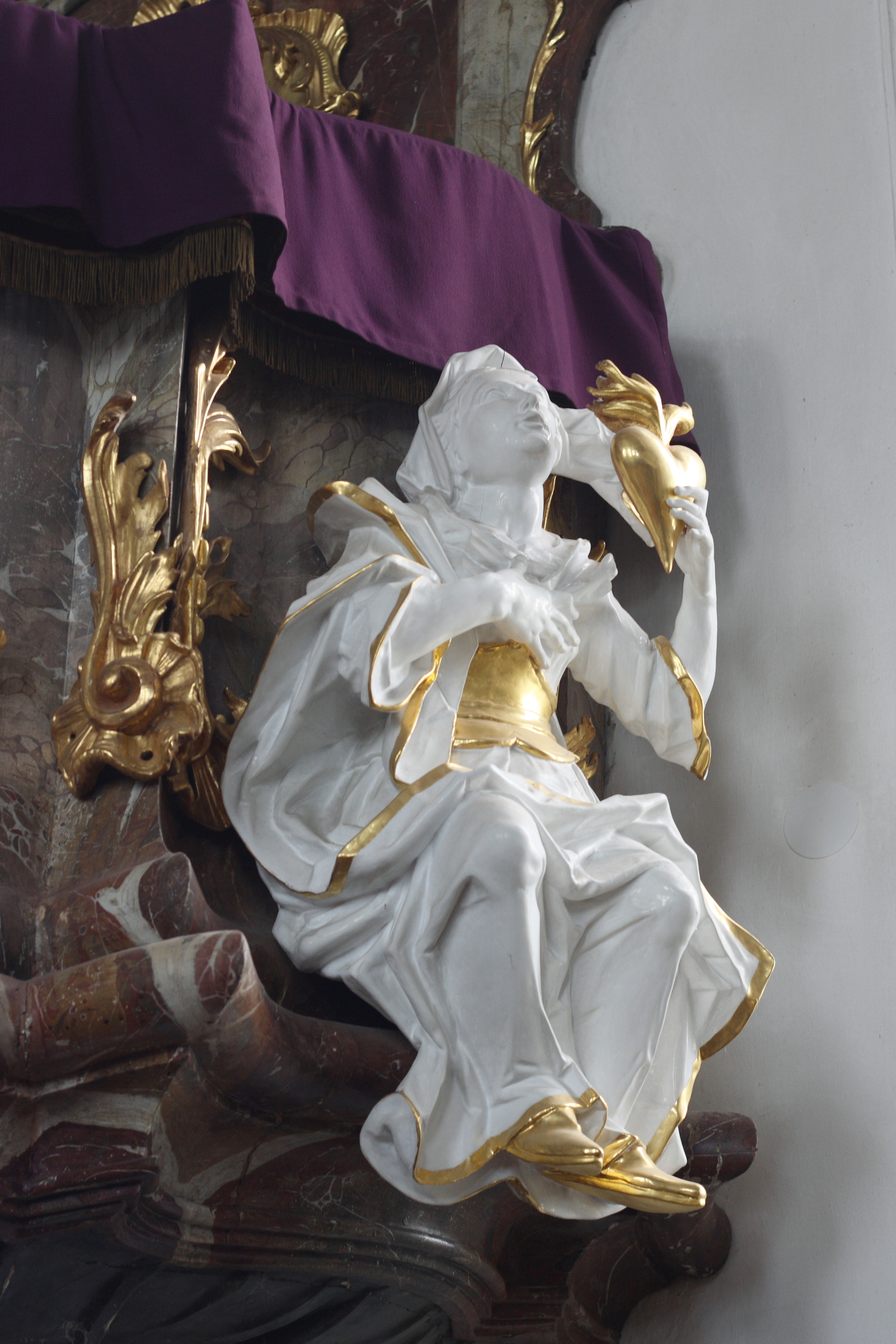
Allegorie der Liebe
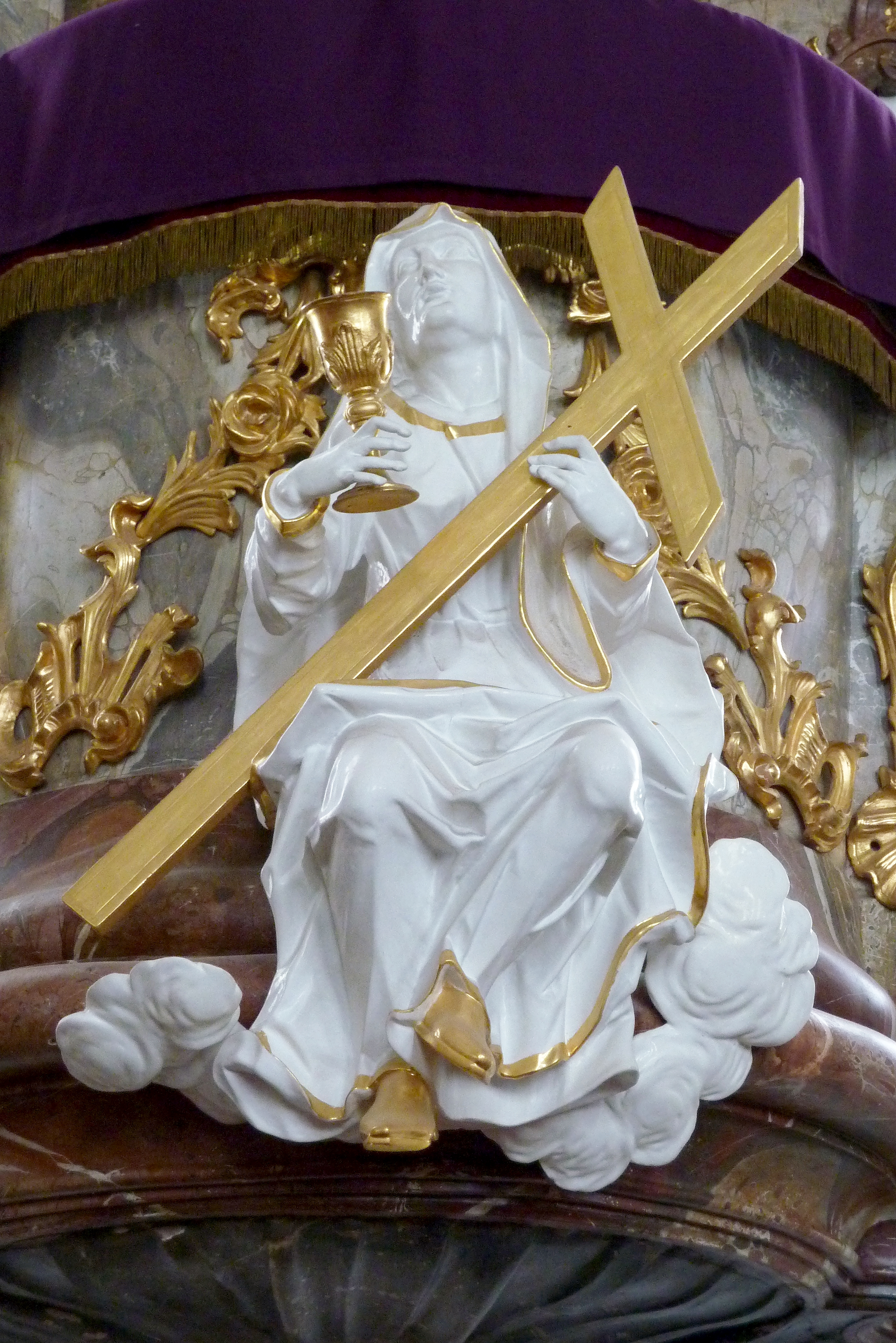
Allegorie des Glaubens
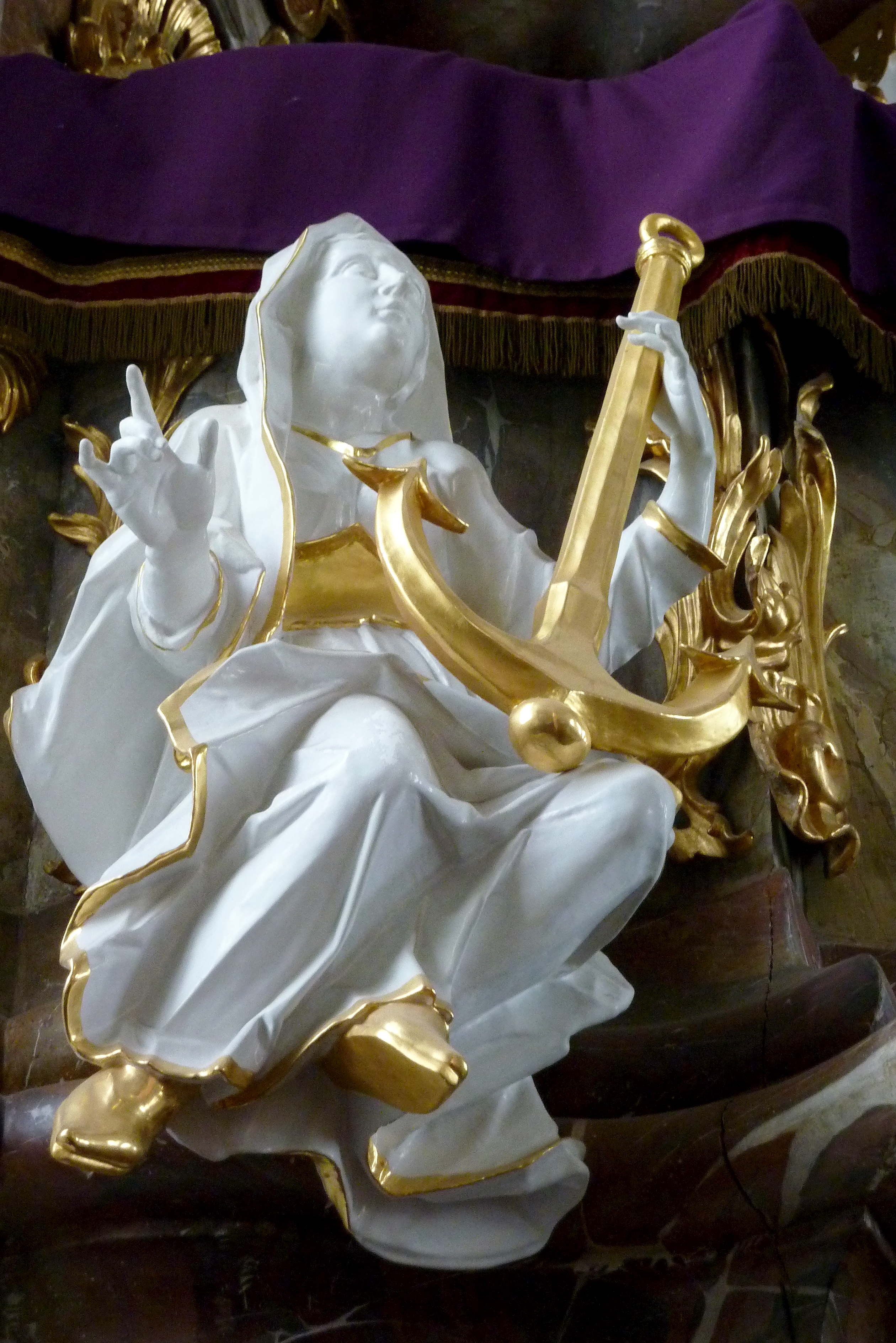
Allegorie der Hoffnung

- Der Hochaltar von 1781 ist ein Werk des Dillinger Bildhauers Johann Michael Fischer. Das Altarblatt von Joseph Leitkrath ist dem Schutzpatron der Kirche, dem heiligen Nikolaus gewidmet. Auf dem Auszugsbild ist der Erzengel Michael dargestellt. Die beiden lebensgroßen Figuren stellen den heiligen Joseph und den heiligen Joachim dar.
- Der nördliche Seitenaltar, der sogenannte Frauenaltar, wurde ebenfalls um 1776 geschaffen. Die beiden seitlichen Figuren stellen die Pestheiligen Sebastian und Rochus von Montpellier dar. Die Madonna im Strahlenkranz ist eine neubarocke Arbeit.

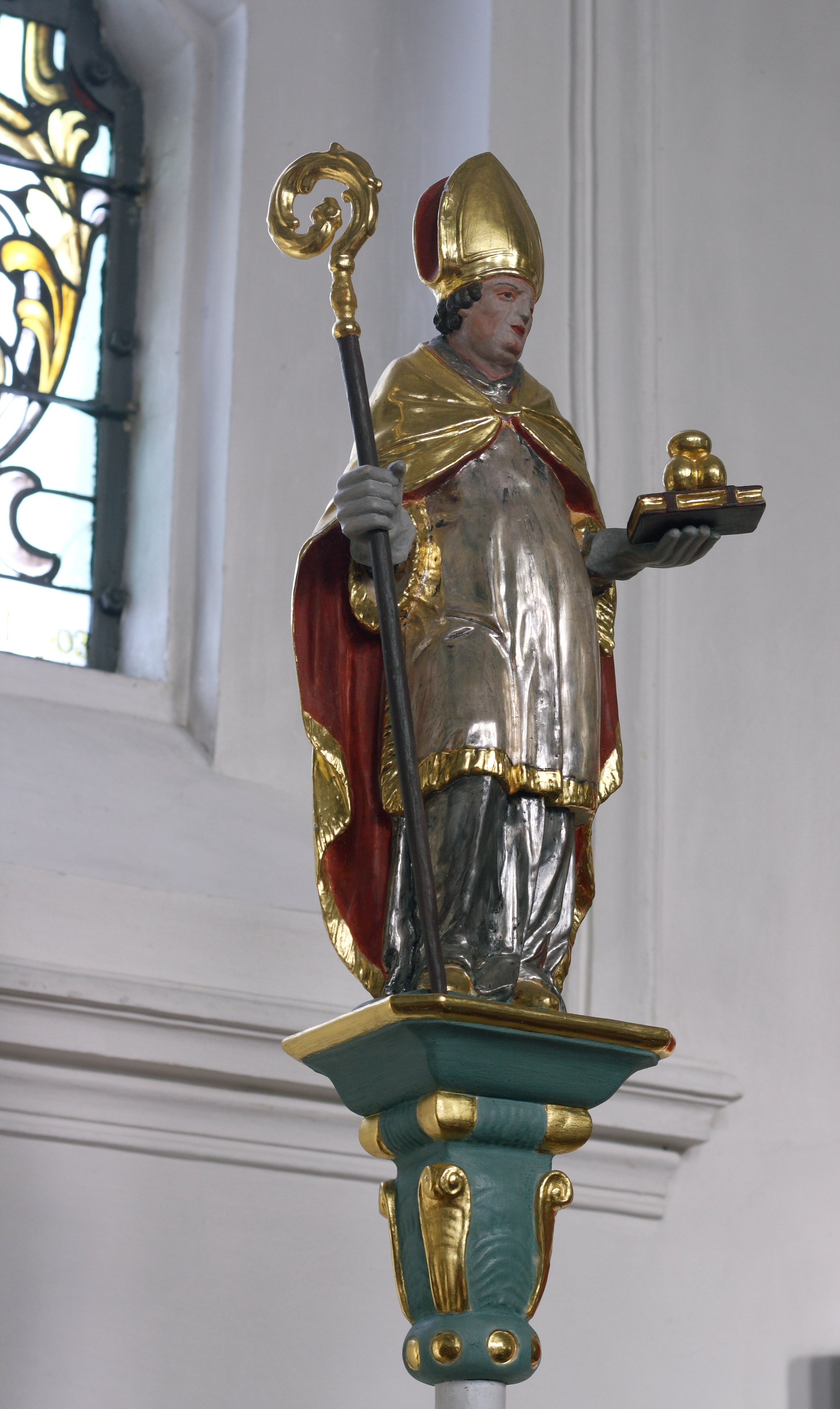
Prozessionsstange mit Figur des heiligen Nikolaus von Myra

- Der südliche Seitenaltar stammt vermutlich aus der Vorgängerkirche. Das Mittelbild stellt die Stigmatisation des heiligen Franz von Assisi dar. Es wird Ende des 17. Jahrhunderts datiert und ist umgeben von 30 Holzreliefs mit Szenen aus dem Leben Jesu, die aus der zweiten Hälfte des 16. Jahrhunderts stammen. Auf dem Auszugsbild ist der heiligen Franz Xaver dargestellt. Die Wappen lassen auf eine Stiftung des Grafen Ernst Fugger und seiner Gemahlin Maria Theresia aus dem Haus Oettingen (beide † 1710) schließen.
- Die Gemälde der Kreuzwegstationen werden Joseph Leitkrath zugeschrieben und um 1776 datiert.
- Die Figuren der Prozessionsstangen stellen den heiligen Nikolaus und den Papst Urban I. dar.
- Epitaph für Ernst Fugger

## Orgel
Der Orgelprospekt stammt von 1776. 1877 wurde die alte Orgel durch einen Neubau von Steinmeyer ersetzt und 1966 erneut durch ein Werk von Maximilian Offner ersetzt.